# Oslofjordtunnel
De Oslofjordtunnel is een tunnel onder de Oslofjord in Noorwegen. De tunnel is onderdeel van de Europese weg 134 en verbindt de plaats Hurum met Frogn. Tot de opening van de tunnel lag hier een veerbootverbinding tussen Hurum en Drøbak. Het diepste punt van de tunnel ligt op 134 meter onder zeeniveau.
Tot 2016 werd er voor het gebruik van de tunnel tol geheven. Eerst met tolpoortjes, later met een automatisch systeem. Sinds augustus 2016 is het gebruik gratis.

## Toekomst

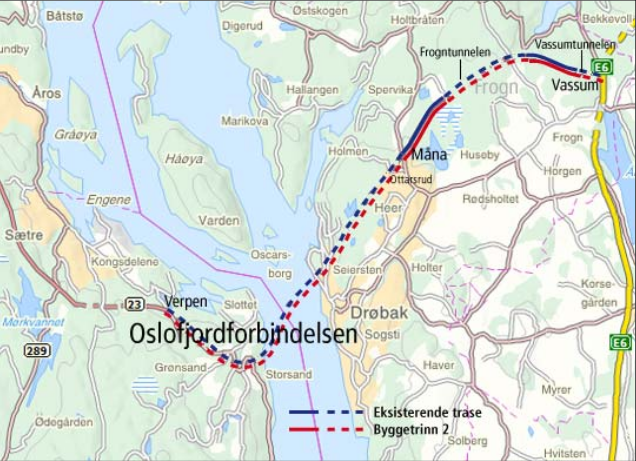
Rood is mogelijke tweede buis

De tunnel bestaat uit een enkele buis met drie rijstroken. De derde rijstrook wordt gebruikt als extra klimstrook. De tunnel heeft een maximaal stijgingspercentage van 7%. Vanwege de enkele buis is de tunnel gevoelig voor storingen. Sinds de opening is de tunnel al meermalen langdurig gesloten geweest wegens een overstroming, een instorting en een aantal  branden. Na de laatste brand werd de tunnel gesloten voor zwaar vrachtverkeer. Tevens werd er een begin gemaakt om de mogelijkheid van de bouw van een tweede buis te onderzoeken. Een definitieve beslissing is nog niet genomen.